# Tariona albibarbis
Tariona albibarbis là một loài nhện trong họ Salticidae.
Loài này thuộc chi Tariona. Tariona albibarbis được Cândido Firmino de Mello-Leitão miêu tả năm 1947.